# Syzygium megacarpum
Syzygium megacarpum là một loài thực vật có hoa trong Họ Đào kim nương. Loài này được (Craib) Rathakr. & N.C.Nair miêu tả khoa học đầu tiên năm 1983. Cây có thể đạt chiều cao lên tới 20 mét..